# Únik plynu
V běžné řeči spojení únik plynu znamená únik zemního plynu anebo jiného plynného produktu z potrubí anebo jiného zařízení do obydlené oblasti anebo do jakékoliv jiné oblasti, kde by se plyn neměl vyskytovat. Protože hořlavé plyny mohou explodovat, když jsou vystaveny jiskře, tato situace je velmi nebezpečná pro širokou veřejnost. Navíc kromě způsobení požáru a exploze mohou úniky plynu zabít vegetaci, včetně velkých stromů a mohou uvolnit skleníkové plyny.

## Ochrana před explozí a ohněm
Čistý zemní plyn je bezbarvý i bez zápachu a je složen primárně z metanu. Nepříjemný zápach v podobě přidaných plynů je běžně přidáván právě za účelem usnadnění nalezení úniků. Tento zápach může být vnímán jako zápach shnilých vejcí anebo zápach skunka. Lidé, kteří detekují tento zápach, musí opustit oblast a zdržet se užívání otevřeného ohně anebo používání elektrického vybavení, aby snížili riziko výbuchu.
Například v USA přijetím zákona Pipeline Safety Improvement Act (orientačně přeložitelné jako zákon o zvýšení bezpečnosti dálkového potrubí) v roce 2012 začalo být po společnostech dodávajících zemní plyn vyžadováno provádění pravidelných bezpečnostních kontrol. Plynové společnosti musí kontrolovat plynoměry a vstupní plynové potrubí do budov.

## Škoda na vegetaci
I úniky plynu, které jsou malé na to, aby způsobili škodu v podobě exploze se stále mohou dotknout vegetace. Může totiž zabránit růstu stromů či zahubit již existující. V některých případech může unikající plyn vystoupat až třicet metrů k zasaženému stromu.o

## Škoda na zvířatech
Malá zvířata a ptáci jsou více citlivá na toxické plyny (zejména methan a oxid uhelnatý). Dříve si horníci s sebou brali do dolu kanárky právě kvůli získání varování, pokud se začnou shromažďovat nebezpečné plyny v dole. Kanárka totiž tyto plyny zabijí dříve než horníka a tím dají horníkovi varování, aby okamžitě opustil šachtu.

## Emise skleníkových plynů
Metan, primární složka zemního plynu, je až stodvacetkrát účinnější skleníkový plyn než oxid uhličitý. Proto únik nespáleného zemního plynu produkuje mnohem silnější efekt, než oxid uhličitý, který by byl uvolněn v případě správného spálení plynu.